# 1870 en Italie
Chronologie de l'Italie
- 1866
- 1867
- 1868
- 1869
- 1870
- 1871
- 1872
- 1873
- 1874

## Événements
- 18 juillet : le concile Vatican I (décembre 1869 à octobre 1870) définit la doctrine de l'infaillibilité pontificale par l'encyclique Pastor æternus[1].
- 4 août : début du retrait de la garnison française de Civitavecchia[2].

- 14 août : Giuseppe Mazzini, venu de Gênes, est arrêté à Palerme et emprisonné à Gaète[3].
- 27 août : exécution à Milan du républicain Pietro Barsanti, qui avait tenté de s'emparer de la caserne de Pavie le 24 mars[4].
- 4 septembre: chute de l'Empire français, protecteur des États du pape ; la garnison française de Civitavecchia est rapatriée[5].

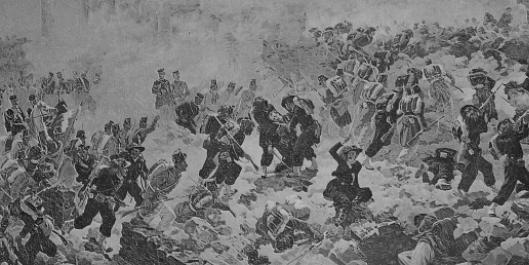
20 septembre : brèche dans la Porta Pia, à Rome permettant l'entrée des troupes dans la ville et concluant l'Unification de l'Italie.

- 20 septembre : bataille de la Porta Pia. Les troupes du roi Victor-Emmanuel II entrent dans Rome et annexent la ville au royaume d'Italie, achevant le Risorgimento[1].

- 7 octobre : Garibaldi arrive à Marseille pour se mettre à la disposition de la France dans la guerre contre les Prussiens. Le 13 octobre, il organise l'Armée des Vosges à Dôle[6].
- 9 octobre : fin de facto des États pontificaux dont l'origine remontait à Pépin le Bref. Par plébiscite du 2 octobre, ils sont réunis à l'Italie[7]. Leur existence n'est toutefois abolie officiellement qu'en 1929, lors des accords du Latran.
- 20 octobre : Pie IX interrompt le concile Vatican I à la suite de la prise de Rome. Il n'est jamais repris[8].

- 20 et 27 novembre : élections législatives[9].
- 5 décembre : ouverture de la XIe législature du royaume d'Italie[9].

## Culture

### Opéras créés en 1870
- 19 mars : première de Il Guarany, opéra-ballet en quatre actes du compositeur brésilien Antônio Carlos Gomes au Teatro alla Scala, à Milan.

## Naissances en 1870
- 3 décembre : Arturo Ambrosio, réalisateur et producteur de cinéma. († 25 mars 1960)

## Décès en 1870
- 29 janvier : 
  - Leopold de Habsbourg-Toscane, 72 ans, grand-duc de Toscane sous le nom de Léopold II (Leopoldo II) de 1824 à 1859. (° 3 octobre 1797)
  - Cesare Pugni, 67 ans, compositeur de ballets, pour les chorégraphes les plus en vue de son temps, à la Scala de Milan, à l'Opéra de Paris, au Her Majesty's Theatre de Londres et au Théâtre Mariinsky de Saint-Pétersbourg. (° 31 mai 1802)
- 31 janvier : Giosuè Ritucci, 75 ans, militaire et homme politique, qui fut ministre de la guerre du royaume des Deux-Siciles. (° 8 avril 1794)
- 20 avril : Laurent Picolet, 80 ans, avocat et homme politique savoyard du royaume de Sardaigne, conseiller à la cour de cassation en 1847, nommé sénateur du royaume de Sardaigne de 1848 jusqu'à sa démission en 1860, lors de la 1re législature du royaume de Sardaigne, par le roi Charles-Albert de Sardaigne. (° 14 mars 1790)
- 20 septembre : Nicola Palizzi, 50 ans, peintre connu pour ses paysages. (° 20 février 1820)
- 7 octobre : Mario Mattei, 71 ans, cardinal créé par le pape Grégoire XVI, qui fut camerlingue du Sacré Collège de 1848 à 1850, puis préfet du tribunal suprême de la Signature apostolique. (° 6 septembre 1792)
- 17 novembre : Nicola Maresca Donnorso, 80 ans, diplomate et homme politique, qui fut ambassadeur du royaume des Deux-Siciles à Paris en 1840, et premier ministre et ministre des Affaires étrangères du royaume des Deux-Siciles en 1848. (° 25 août 1790)
- 17 décembre : Saverio Mercadante, 75 ans, compositeur, auteur d'un grand nombre d'opéras et de quelques concertos. (° 17 septembre 1795)
- 31 décembre : Antonio Porcelli, 70 ans, peintre, spécialisé dans les paysages et les scènes de genre. (° 1800)